# Lycée Hosianum
Le lycée Hosianum était un lycée à Braunsberg (Braniewo) dans la principauté épiscopale de Varmie. Dans le cadre du concordat allemand, c'était un centre de formation universitaire pour les théologiens catholiques et la deuxième académie de Prusse-Orientale après l'université Albertus de Königsberg. Au cours de son histoire, il a abrité un collège philosophique-théologique et scientifique général, un lycée, un collège jésuite avec un monastère, un bagne épiscopal, un séminaire pour prêtres et un séminaire missionnaire.

## Histoire
Stanislas Hosius fonde le lycée Hosianum en 1565 en tant que collège jésuite dans le château de l'ordre de Braunsberg (de). Cette mesure est à mettre en relation directe avec la diffusion du protestantisme en Varmie (située au sein du duché de Prusse), qu'on a voulu contrer par ce dernier  Contrairement à une université, le lycée Hosianum n'a ni droits d'auto-administration ni liberté académique. Pour la formation des prêtres, cependant, il offre un remplacement complet des études universitaires et est donc particulièrement attrayant pour les candidats au sacerdoce des régions rurales de Varmie. Les jésuites du lycée soutiennent fortement l'ordre de Régine Protmann.

### Développement institutionnel
Le château de l'ordre de Braunsberg est construit en 1240. Un monastère franciscain y est fondé en 1296 et est vacant depuis la Réforme. À partir de 1564/1565 le lycée est complété par un collège jésuite et à partir de 1566/7 par le séminaire varmien. Cela est documenté depuis 1568. Un autre ajout est le séminaire missionnaire pour les pays nordiques de 1578 à 1798. Une imprimerie privée, qui existe depuis 1589, est achetée par les Jésuites en 1697. Les efforts pour faire de Braunsberg une ville universitaire se sont poursuivis au XVIIIe siècle. La bibliothèque du collège jésuite est pillée par les troupes de Gustave Adolphe pendant la guerre de Trente Ans et se trouve toujours à la Carolina Rediviva (de), bibliothèque universitaire d'Uppsala. Alors que les jésuites ont à peine terminé la construction du nouveau bâtiment du collège de 1743 à 1771, ils sont frappés par l'abrogation de l'ordre des jésuites en 1773.
Dans le bâtiment libéré, l'évêque de Varmie Joseph von Hohenzollern-Hechingen (de) installe un lycée. En 1807, le Collegium est détruit par les troupes de Napoléon et aboli en tant qu'institution. En 1811, le lycée humaniste réorganisé est ouvert. Il est agrandi avec le nouveau bâtiment en 1818. En 1821, le lycée royal Hosianum avec son Académie de philosophie et de théologie est devenu une université sur un pied d'égalité avec les universités. En 1828, le lycée compte 307 élèves.
En 1912, il devient "l'Académie d'État Lycée Hosianum". Les noms des lycées affiliés sont les suivants : Lycée académique royal, puis lycée Hosianum et en 1936, sous le Troisième Reich, l'école Hermann von Salza.

### Situation d'après-guerre
Seuls les murs du rez-de-chaussée et l'un des portails baroques du bâtiment du bâtiment précédent sont conservés. Le reste provient de la période de reconstruction de 1960 à 1973. Un lycée est de nouveau installé. La tour d'angle rectangulaire du lycée est la "Pfaffenturm" (un vestige du château de l'ordre de Braunsberg) car elle représente la pierre angulaire de l'ancien monastère franciscain. Aujourd'hui, les collections scolaires du lycée y sont exposées. La partie des douves orientée vers le sud s'appelle "Pflaumengrund". Une petite arène circulaire à ciel ouvert est aménagée dans son plan d'eau.

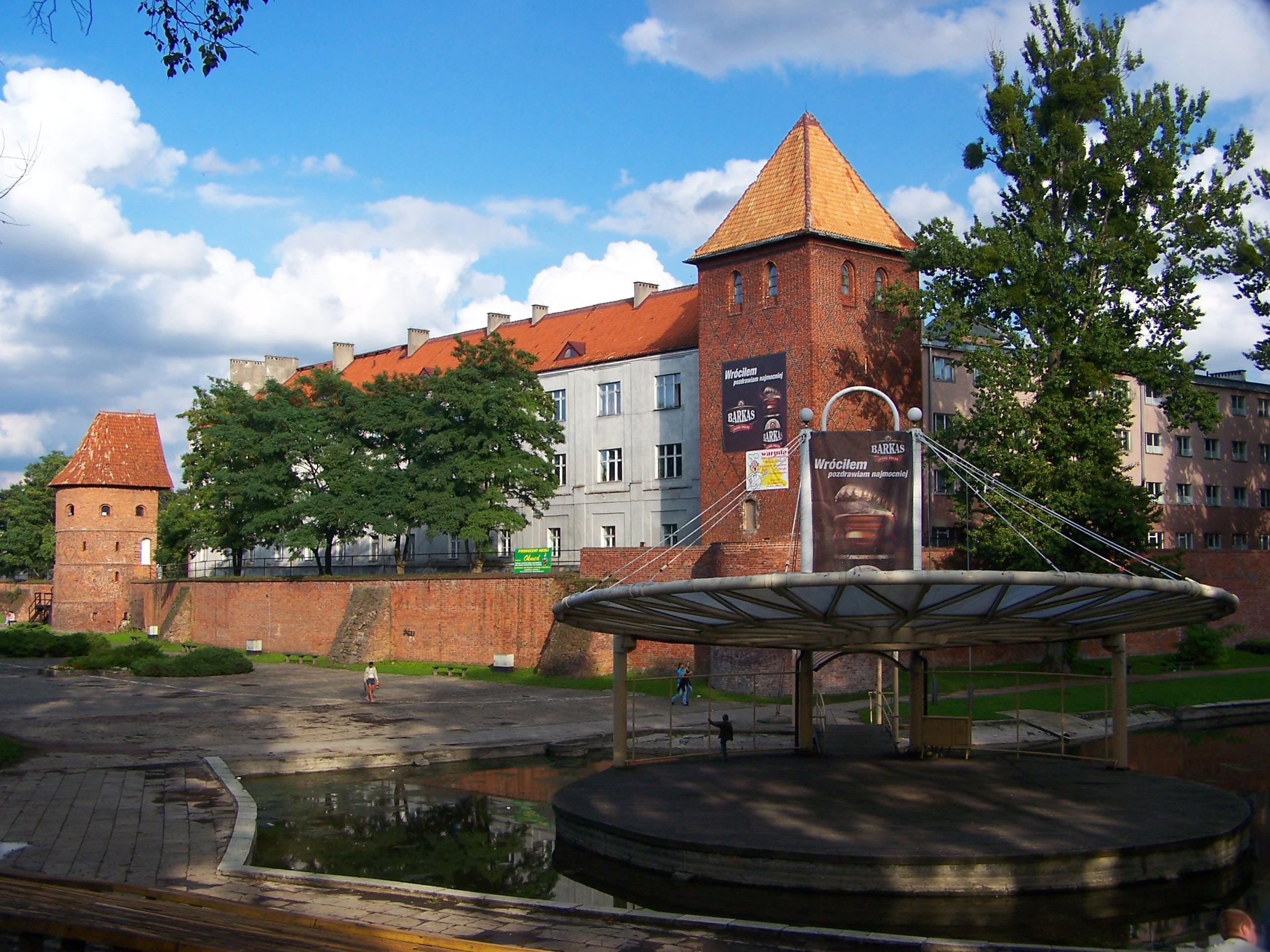
Collegium Hosianum avec douves, prunier et arène en plein air
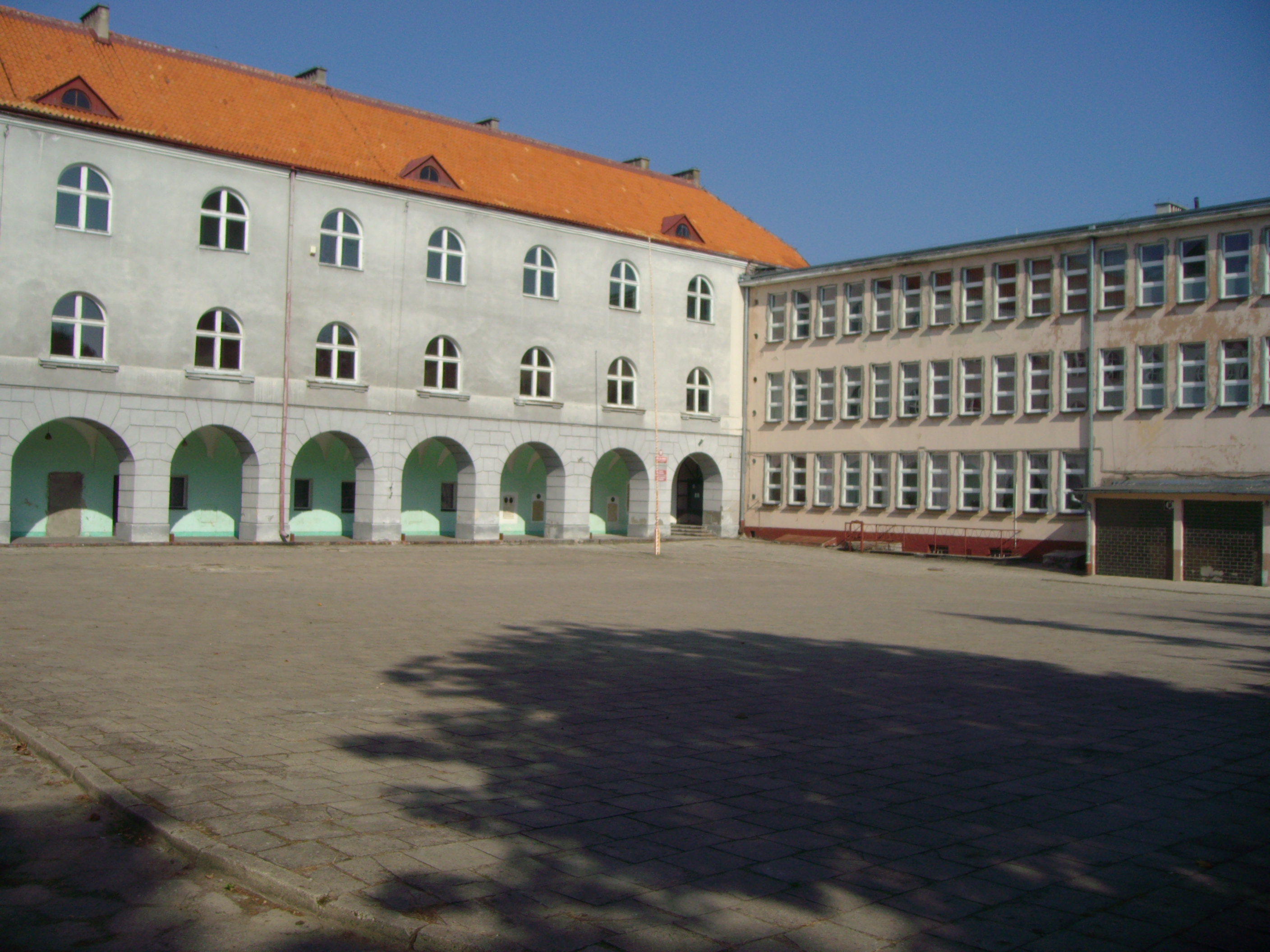
patio
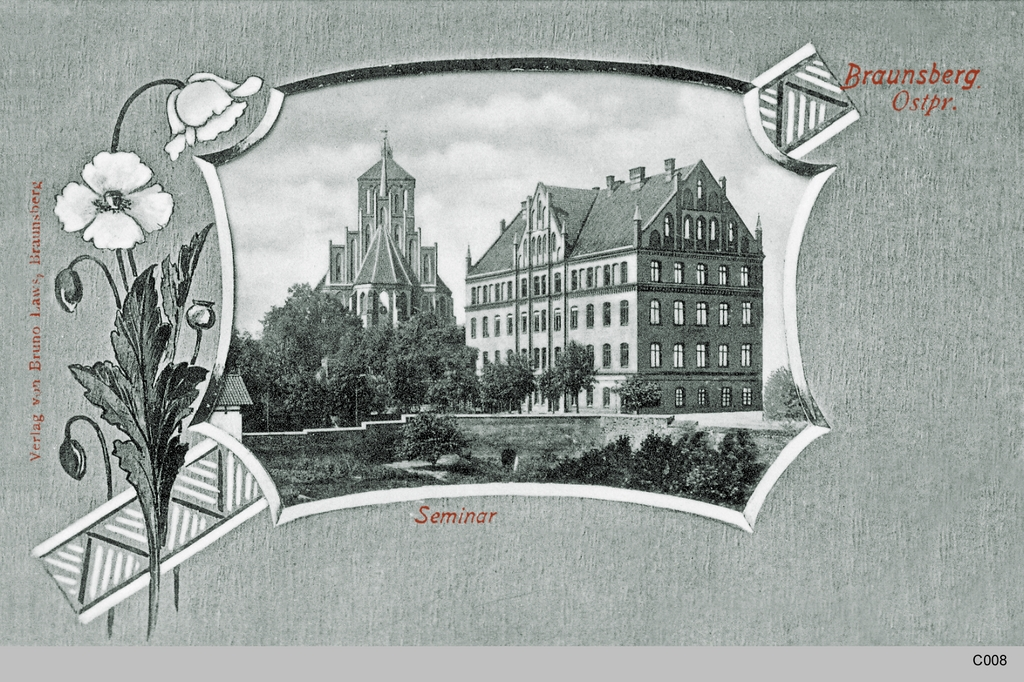
Séminaire
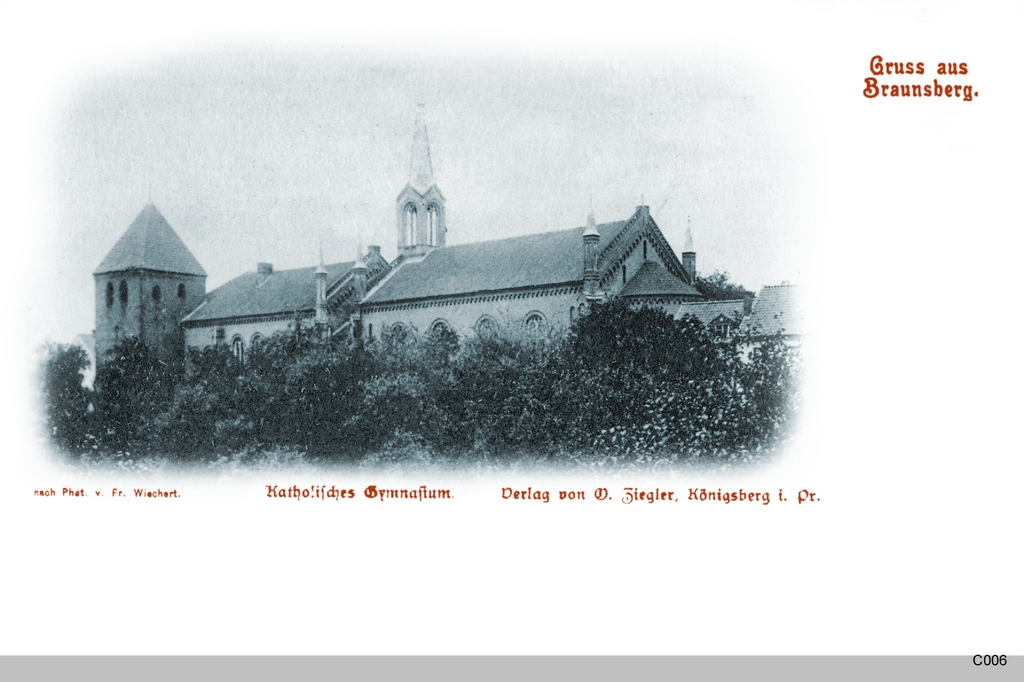
lycée
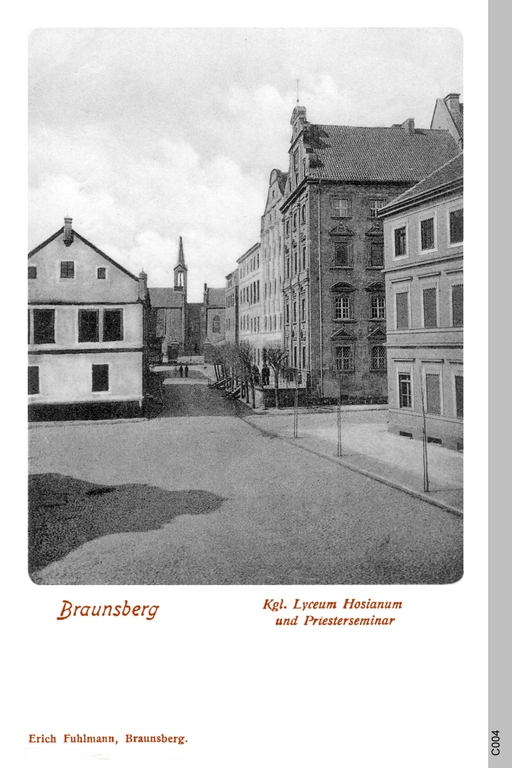
Lycée Hosianum

## Professeurs et enseignants
- Johann Heinrich Schmülling (de) (1774-1851), professeur de philosophie
- Josef Annegarn (de) (1794-1843), professeur d'histoire de l'Église et de droit canon de 1836 à 1843
- Josef Scheill (de) (1784-1834), professeur de théologie pastorale de 1824 à 1834
- Anton Eichhorn (de) (1809-1869), professeur de théologie 1838-1844, pour l'histoire de l'église et le droit canon 1844-1852
- Johann Matthias Watterich (1826-1904), professeur d'histoire de Pâques 1856 à Pâques 1863 (depuis la fin de 1857, il a passé un an à Rome)
- Joseph Bender (de) (1815-1893), professeur d'histoire depuis l'automne 1863
- Karl Weierstraß (1815-1897), professeur de mathématiques de 1848 à 1856
- Wilhelm Weißbrodt (de) (1836-1917), professeur de philologie classique à partir de 1869
- Wilhelm Karl Joseph Killing (1847-1923), professeur de mathématiques
- Franz Josef Niedenzu (1857-1937), recteur, professeur de botanique
- Joseph Lortz (de) (1887-1975), professeur d'histoire de l'Église de 1921 à 1935
- Karl August Fink (de) (1904-1983), professeur de théologien et d'histoire de l'Église de 1937 à 1940
- Wilhelm Junkmann (de) (1811-1886), historien, écrivain et homme politique
- Carl Adolph Cornelius (1819-1903), historien
- Augustinus Bludau (de), évêque de Varmie, fut également étudiant de l'institution
- Andreas Thiel (de), évêque de Varmie, était également un étudiant de l'institution
- Joseph Ambrosius Geritz (de), évêque de Varmie, était également un étudiant de l'institution
- Hermann Hefele (de) (1885-1936), professeur d'histoire
- Carl Friedrich Goerdeler, résistant, y était avocat stagiaire
- Carl Arnold Willemsen (de), historien
- Gottlieb Söhngen, théologien
- Albert Michael Koeniger (de), historien de l'église
- Bernhard Laum (de), philologue classique et historien économique
- Josef Kroll (de) (1889-1980), philologue
- Michael Radau (de) (1617-1687), théologien, était également un étudiant de l'institution
- Karl Eschweiler (de), théologien, professeur de dogmatique et de théologie fondamentale de 1928 à 1936, recteur de l'académie
- Hans Barion (de), théologien, professeur de droit canon
- Victor Röhrich (de) (1862-1925), professeur d'histoire, a particulièrement recherché l'histoire de Warmie, et fut lui-même étudiant au Lyceum Hosianum de 1876 à 1882
- Joseph Ziegler (de), chercheur de la Septante

## Étudiants et élèves
- Theodor Blank, ministre de la Défense, y trouva refuge et se prépara à son Abitur
- André Bobola, jésuite et saint
- Bernhard Buchholz, homme politique
- Constantin Maria von Droste zu Hülshoff (de), moine mineur franciscain aux États-Unis
- Anton Eichhorn (de), professeur d'université catholique, homme politique
- Gerhard Fittkau (de) (1912-2004), théologien, dogmatique et protonotaire apostolique
- Patrick Gordon, général écossais dans l'armée russe
- Herbert Gottschalk (de), écrivain
- Andreas Stanislaus von Hatten (de) (1763-1841), évêque de Varmie
- Paul Hoppe (de) (1900-1988), vicaire capitulaire du diocèse de Varmie
- Arthur Kather (de) (1883-1957), vicaire capitulaire du diocèse de Varmie
- Karl Kunkel (de), prêtre catholique, opposant au national-socialisme et prisonnier des camps de concentration
- Józef von Kościelski (de), homme politique et dramaturge
- Ernst Laws (de) (1903-1981), conseiller consistorial et protonotaire apostolique
- Ignaz Stanislaus von Mathy (de) (1765-1832), évêque catholique romain
- Max Meinertz (de), spécialiste du Nouveau Testament à Münster
- Johannes Messenius (de), écrivain et historien suédois
- Franz Adolf Namszanowski (1820-1900), évêque militaire en Prusse
- Alfred Perk (de), homme politique
- Bernhard Poschmann (de), cat. Professeur des universités et formateur de la 2e Vatican
- Louis Sauerhering (de), président de la Chambre du monastère de Hanovre
- Franz Zagermann (de), prêtre
- Mikołaj Zebrzydowski, voïvode polonais
- Gustav Heisterman von Ziehlberg, résistant
- Konrad Zuse, "père de l'informatique"

De nombreuses aquarelles de portraits d'écoliers sont conservées dans les feuilles de mémoire.

## Répertoires de conférences
- Index lectionum in Lyceo Hosiano Brunsbergensi per semestre ... habendarum WS 1821/22 – WS 1834/35
- Index lectionum in Lyceo Regio Hosiano Brunsbergensi per ... instituendarum SS 1884 – WS 1904/05
- Verzeichnis der Vorlesungen am Königlichen Lyceum Hosianum zu Braunsberg SS 1905 – SS 1912
- Verzeichnis der Vorlesungen an der Königl. Akademie zu Braunsberg WS 1912/13 – WS 1918/19
- Verzeichnis der Vorlesungen an der Staatlichen Akademie zu Braunsberg SS 1919 – WS 1934/35
- Personal- und Vorlesungsverzeichnis. Staatliche Akademie zu Braunsberg SS 1935 – WS 1944/45